# Cimetière de Villiers-sur-Marne
Le cimetière de Villiers-sur-Marne est le cimetière de cette commune du Val-de-Marne,.

## Description

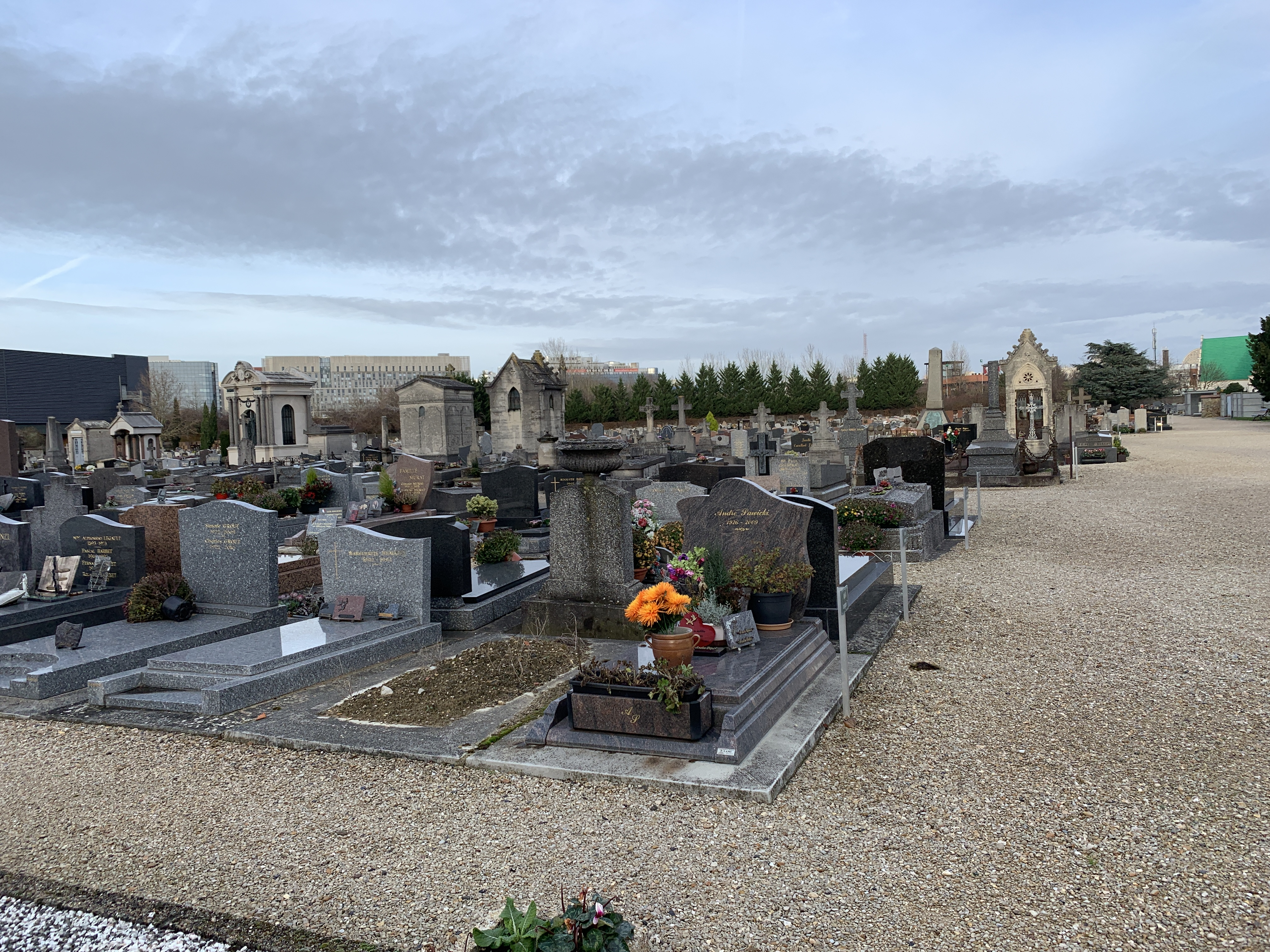
Tombes dans le cimetière.

Le cimetière est localisé rue Christophe-Guinegagne, dans le nord de la commune de Villiers-sur-Marne.
Il y accueille le monument aux morts de la commune, portant cent soixante-neuf noms ainsi qu'un carré militaire à la mémoire de cent-treize défunts,. On y trouve de plus une plaque à la mémoire du sacrifice des soldats portugais morts pour la France pendant la Première Guerre mondiale.
Il existe un projet d'extension de ce cimetière.

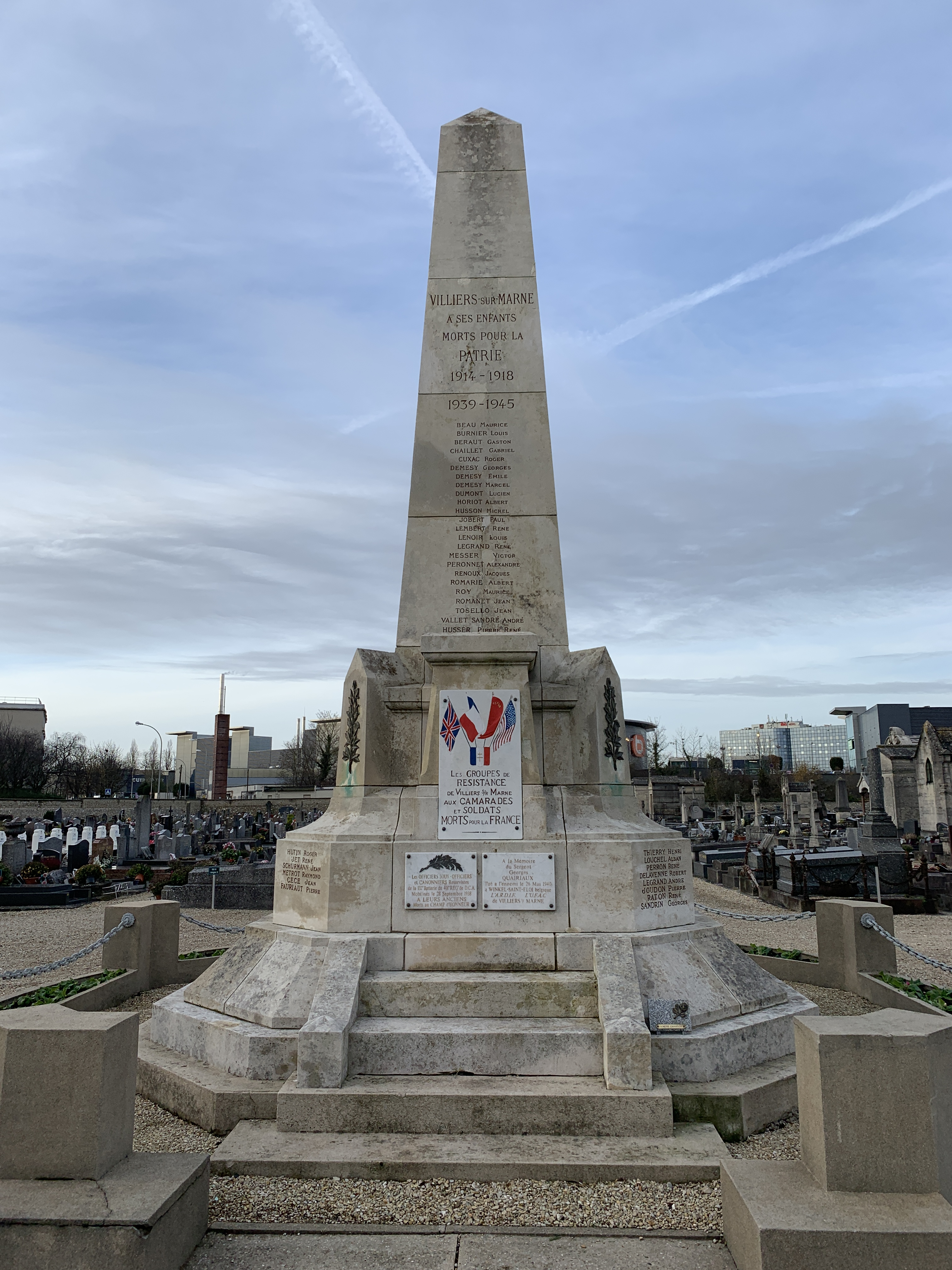
Monument aux morts.
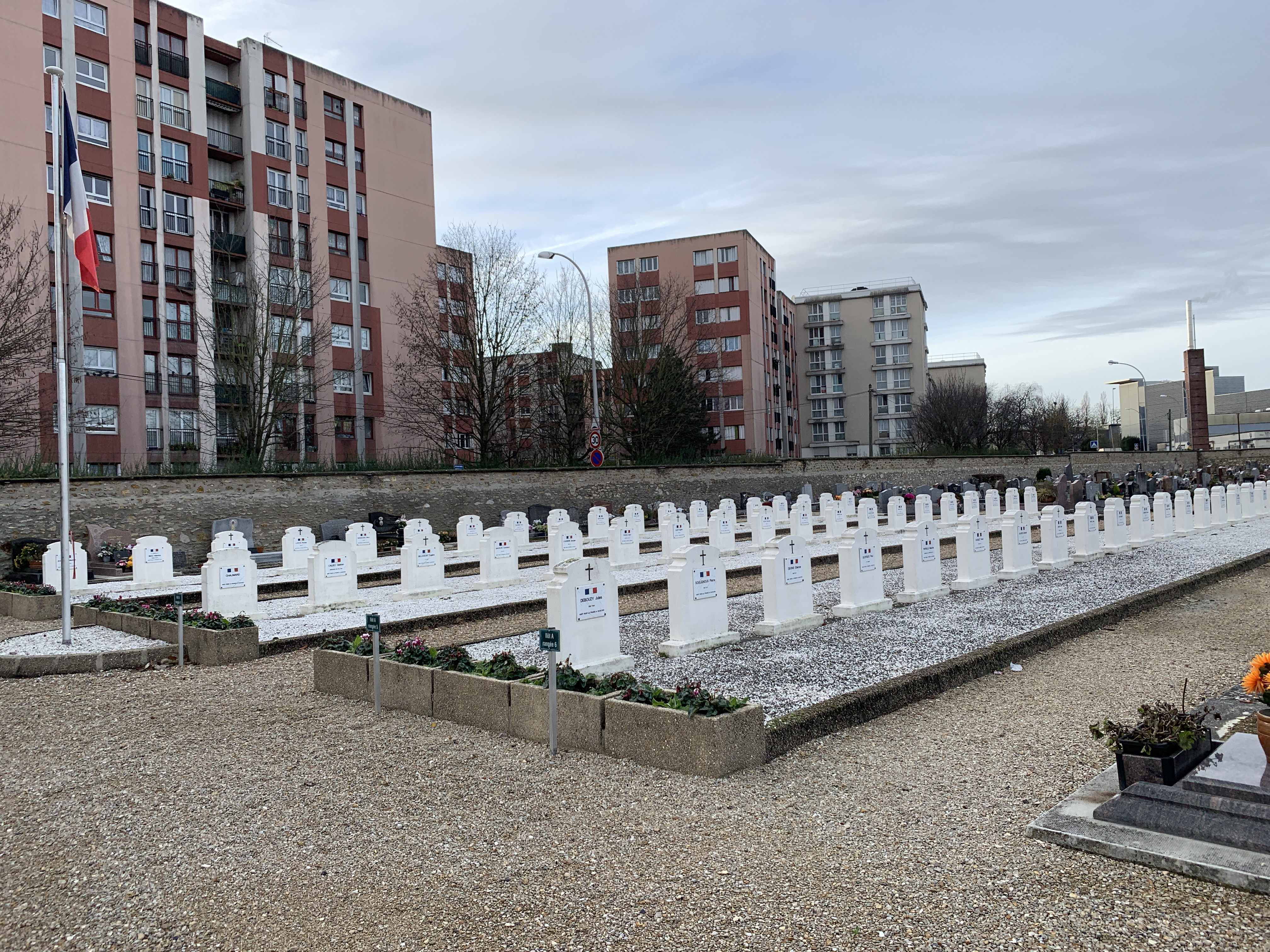
Carré militaire.
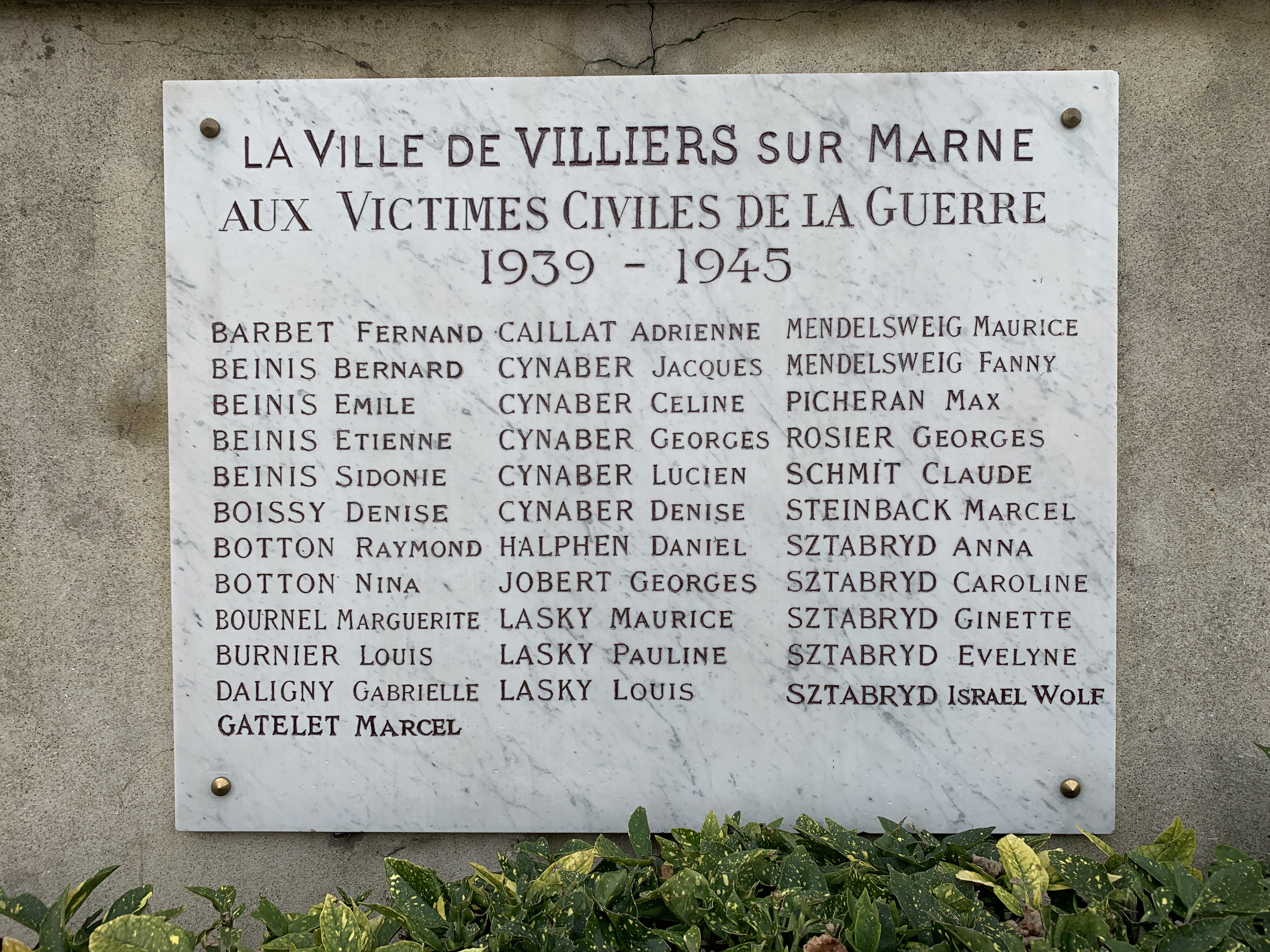
Plaque des victimes civiles de la 2de Guerre mondiale.
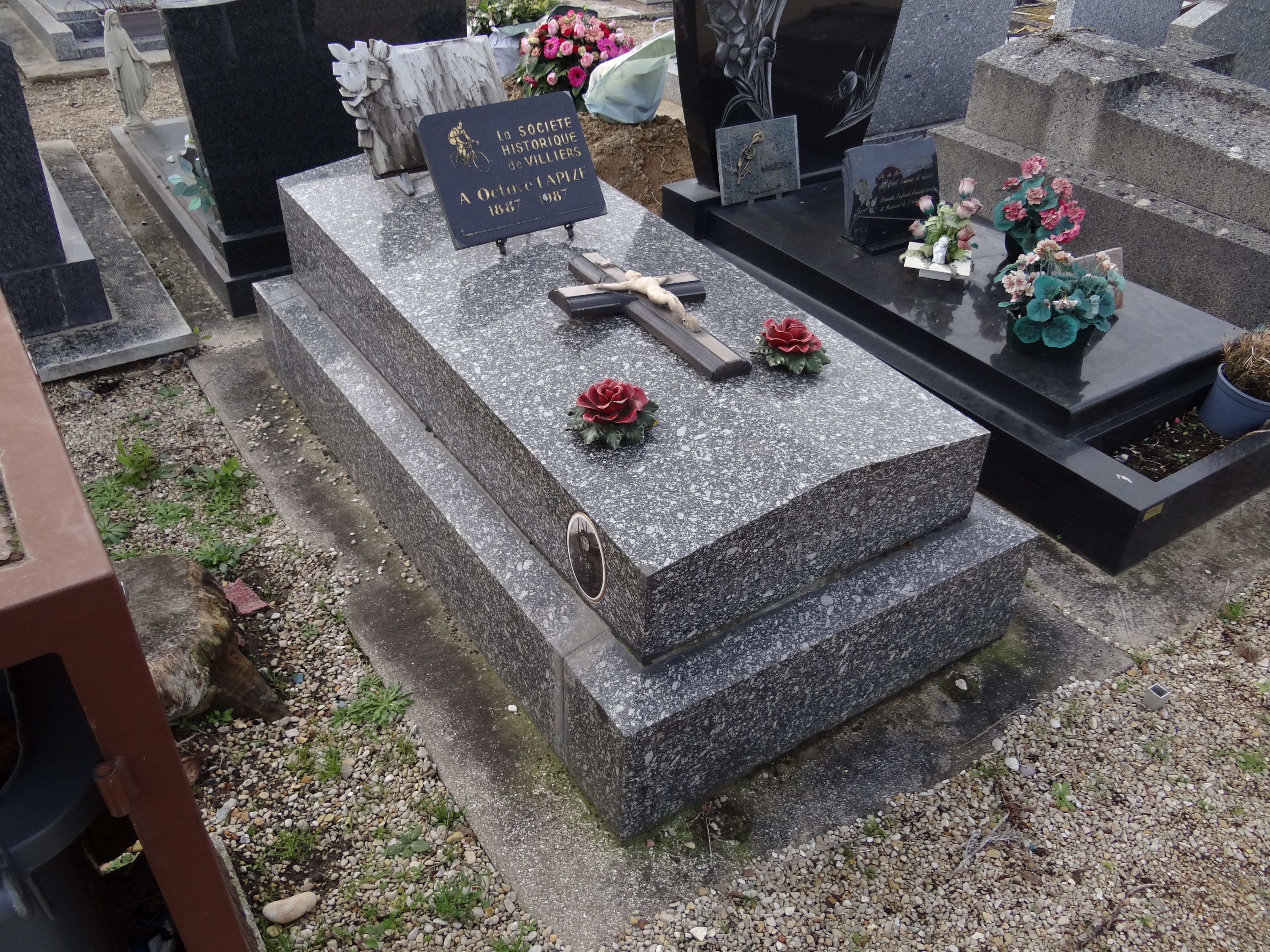
Tombe d'Octave Lapize.

## Personnes inhumées
- Adelina Concha (1840-1892), philanthrope péruvienne (chapelle)
- Octave Lapize, vainqueur du tour de France cycliste en 1910, mort au combat le 14 juillet 1917
- Georges van Parys (1902-1971), compositeur de musique de films[7].
- Maurice Roy, exécuté sommairement le 10 juin 1944 à La Ferté-Saint-Aubin. Mort pour la France, une rue de la ville porte son nom[8]